# Лівий шлуночок
Лівий шлуночок (лат. ventriculus sinister cordis) — одна з чотирьох камер серця людини, в якій починається велике коло кровообігу. Кров, збагачена киснем, надходить в лівий шлуночок з лівого передсердя через мітральний клапан і закачується в аорту через аортальний клапан.

## Форма
Лівий шлуночок довший і має більш яскраво виражену конусоподібну форму, ніж правий шлуночок. У поперечному розрізі він виглядає як овал, майже коло. Лівий шлуночок більше м'язистий, ніж правий, і його стінки товстіші, ніж у правого шлуночка у 3-6 разів, тому що він качає кров під тиском, більшим у п'ять разів.

## Відділи
У порожнині лівого шлуночка, як і в порожнині правого, розрізняють два відділи: задній — власне порожнину шлуночка, і передній, що являє собою продовження вгору порожнини лівого шлуночка, ніби вивідний його канал.
Задній відділ порожнини шлуночка сполучається з порожниною лівого передсердя за допомогою лівого венозного отвору (ostium venosum sinistrum, sive ostium atrioventriculare), форма якого при розгляданні його з боку лівого передсердя більш округла, але вже на настільки, як у правому шлуночку.
Передній відділ порожнини лівого шлуночка — артеріальний конус (conus arteriosus) з'єднується артеріальним отвором (ostium arteriosum) з аортою. Артеріальний конус лівого шлуночка розташовується позаду артеріального конуса правого шлуночка і, піднімаючись вправо, перехрещує його.